# محافظة كيسيدوغو
كيسيدوغو هي محافظة غينية تقع في إقليم فرانه. عاصمتها كيسيدوغو. تبلغ مساحة المحافظة 8300 كيلومتر مربع ويبلغ عدد سكانها 283609 نسمة.

## المحافظات الفرعية
تنقسم المحافظة إدارياً إلى 13 محافظة فرعية :
1. مركز كيسيدوغو
2. البدرية
3. بنما
4. باردو
5. بيندو
6. فرمسادو بومبو
7. فراوا
8. غبانغبادو
9. كونديادو
10. منفران
11. سنجاردو
12. يندي مليمو
13. يومبيرو